# Миле Давидовић
Миле Давидовић (Хлебине, 1958) југословенски je наивни сликар, члан Међународног удружења наивне уметности са седиштем у Паризу од 2002, председник Удружења сликара наиве од октобра 2005, члан УЛУПУДС-а од маја 2011. када добија и звање самосталног уметника као први сликар наиве коме је то успело и редован члан Православне академије наука, уметности, вештина и иновација Србије од 2017. Аутор је прве видео касете о компјутерима на просторима бивше Југославије, као и књиге „Како отићи и снаћи се у иностранству” која је у мају 2008. године била на топ листи најпродаванијих књига у Србији и у иностранству је заузела 7. место.

## Биографија
Рођен је 18. новембра 1958. на просторима некадашње Југославије у непосредној близини села Хлебине, светски познатог по школи наивног сликарства (Генералић, Лацковић, Ковачић, Веченај). После Слатине је живео у Мостару и Бијељини где је завршио основу и средњу економску школу, а у Београду од 1977.  године где је завршио Вишу економску школу. У младости се бавио спортом, фолклорним и модерним плесом, а касније је радио као шеф маркетинга у Филмским новостима, сниматељ у телевизији СОС, дописник магазина Сателит ТВ из Атине, где је живео шест година.
Своју љубав према уметности је открио у току студирања економије, када је и одлучио да почне да слика. Његове слике су излагане на око 400 самосталних и колективних изложби у близу 50 земаља на свих пет континената и налазе се у многим домаћим и иностраним галеријама као и приватним колекцијама. На међународним изложбама наивне уметности је добио многа признања и награде, међу којима је и награда публике на интернационалном фестивалу наивног сликарстава у Француској. Године 2013. је, као први сликар коме је то до тада успело, излагао своје радове у Скупштини Србије и Руском дому у Београду, где је по први пут у свету изложено уље на пет стакала. У новембру 2014. године је учествовао на изложби у Великој палати, а 2021. на групној изложби у музеју Лувр као први српски сликар наиве коме је то до тада успело.